# Svrčov
Svrčov je jednou ze dvou místních částí obce Lazníky v okrese Přerov. V roce 2008 se ve vsi nalézalo 19 domů.
Vesnice leží cca 7 km severně od města Přerov. Poblíž obce se nachází zatopený lom v nedalekých Výklekách, kam se každý rok v létě sjíždí lidé z celého okolí. U Svrčova se nachází soutok potoků Kyjanka a Říka, které pramení v Oderských vrších.

## Název
Jméno vesnice bylo odvozeno buď od osobního jména Svrč ("cvrček") a pak znamenalo "Svrčův majetek" nebo od přídavného jména svrčový - "cvrččí" a pak vyjadřovalo nějakou spojitost s cvrčky (např. jejich hojný výskyt).

## Pamětihodnosti ve vsi
V obci se nalézá dřevěná zvonička a socha Panny Marie.
Ve vesnici a jejím okolí vedou cyklotrasy.

## Fotogalerie

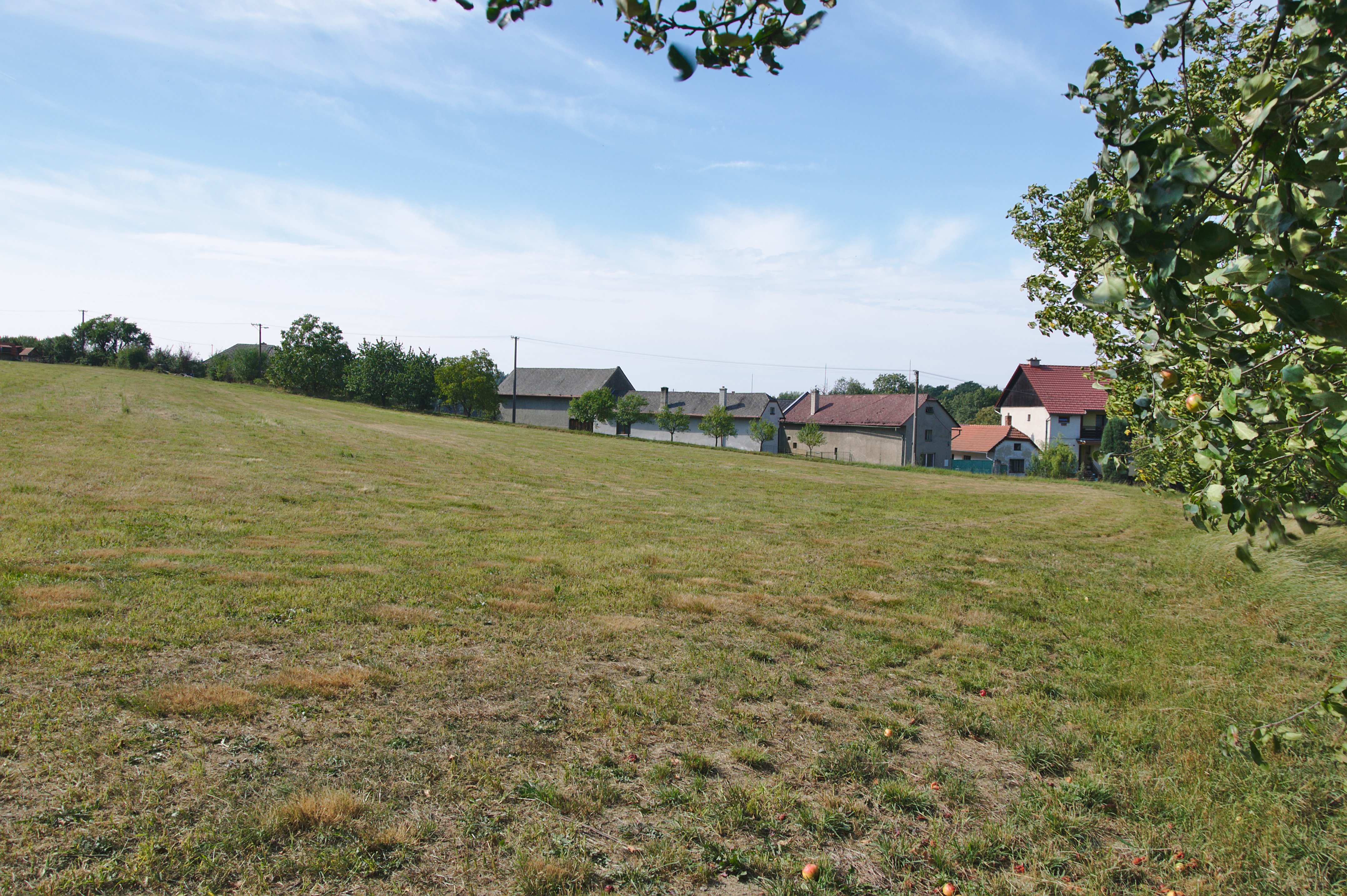
Jižní část obce
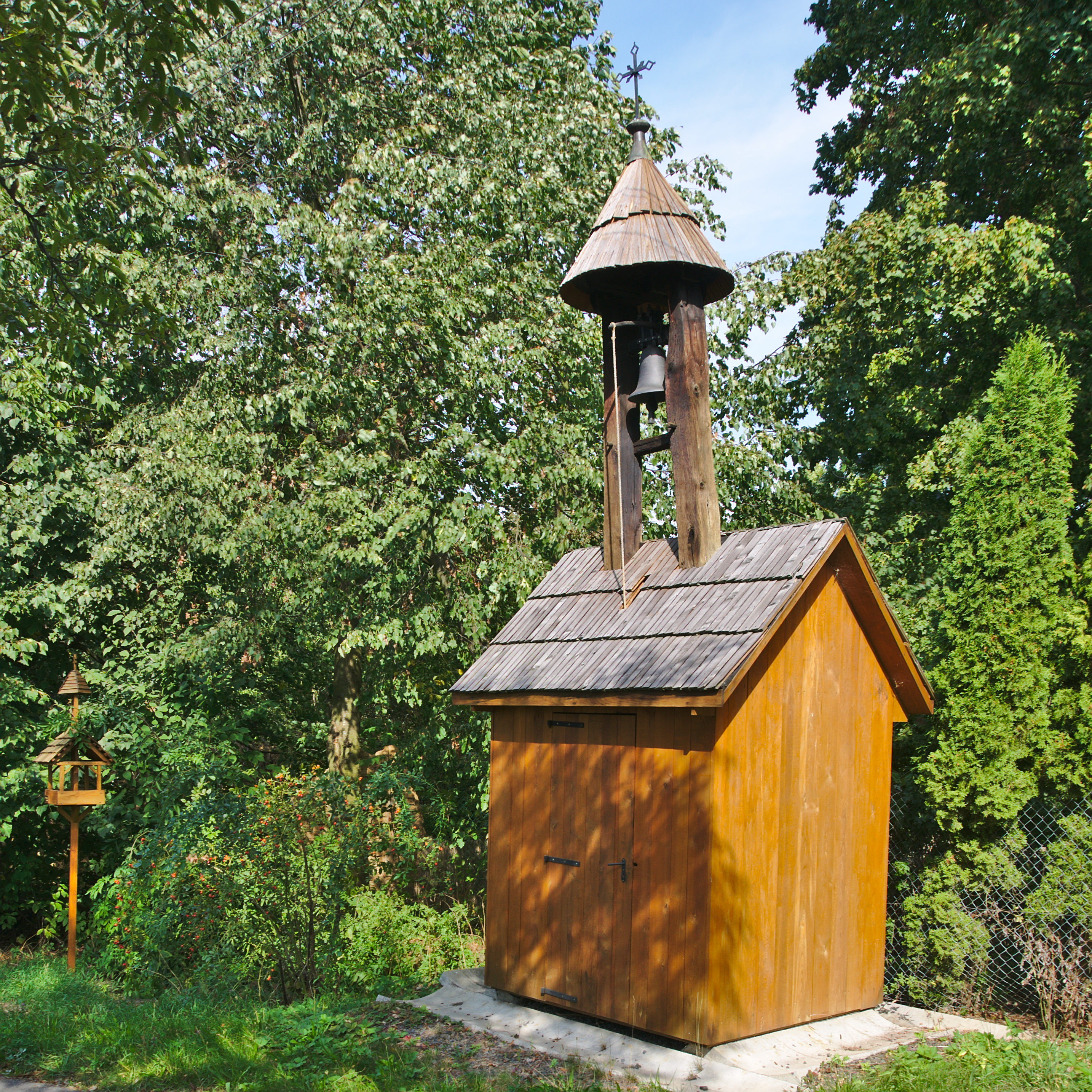
Dřevěná zvonice
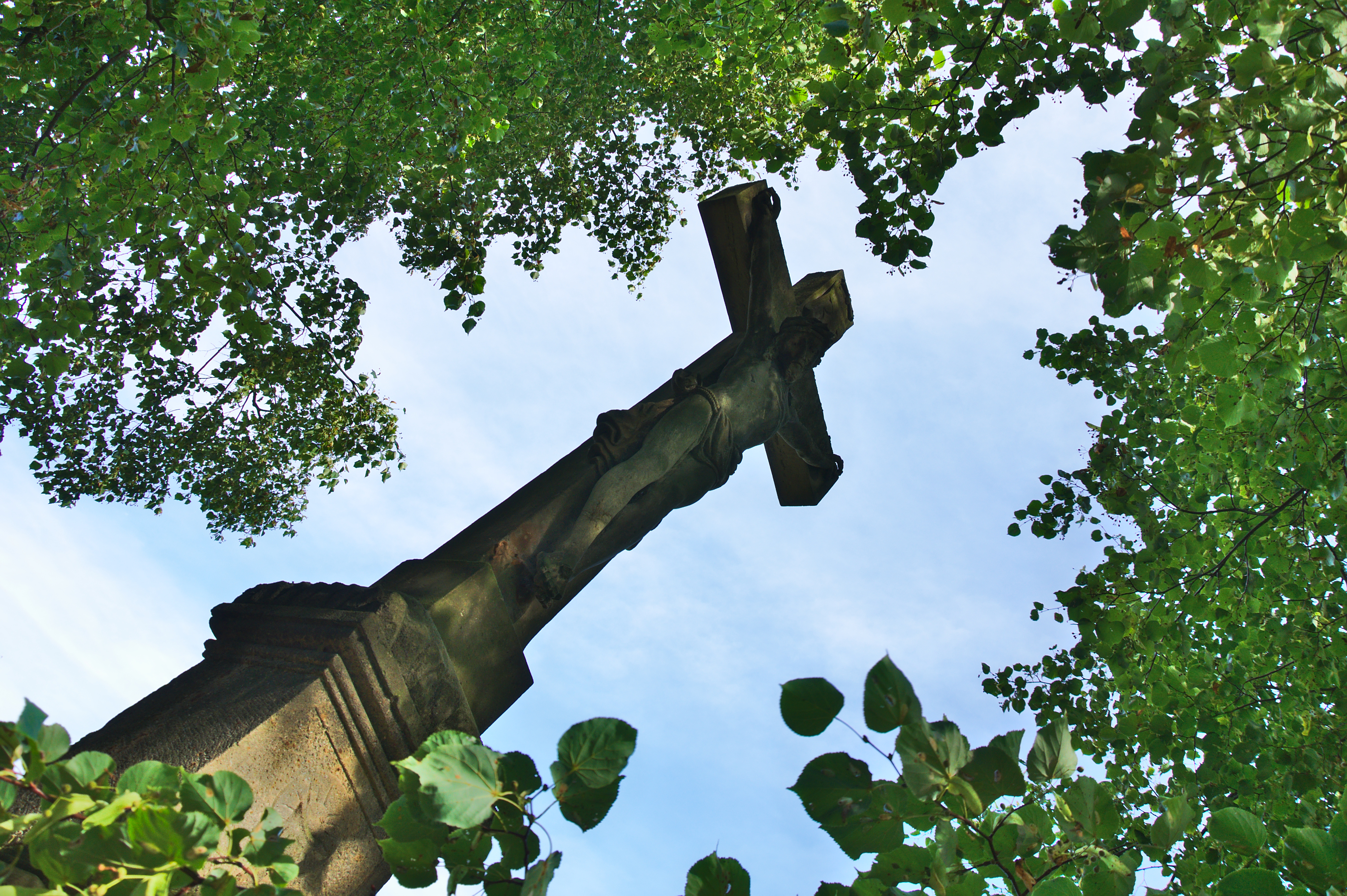
Kříž u potoka
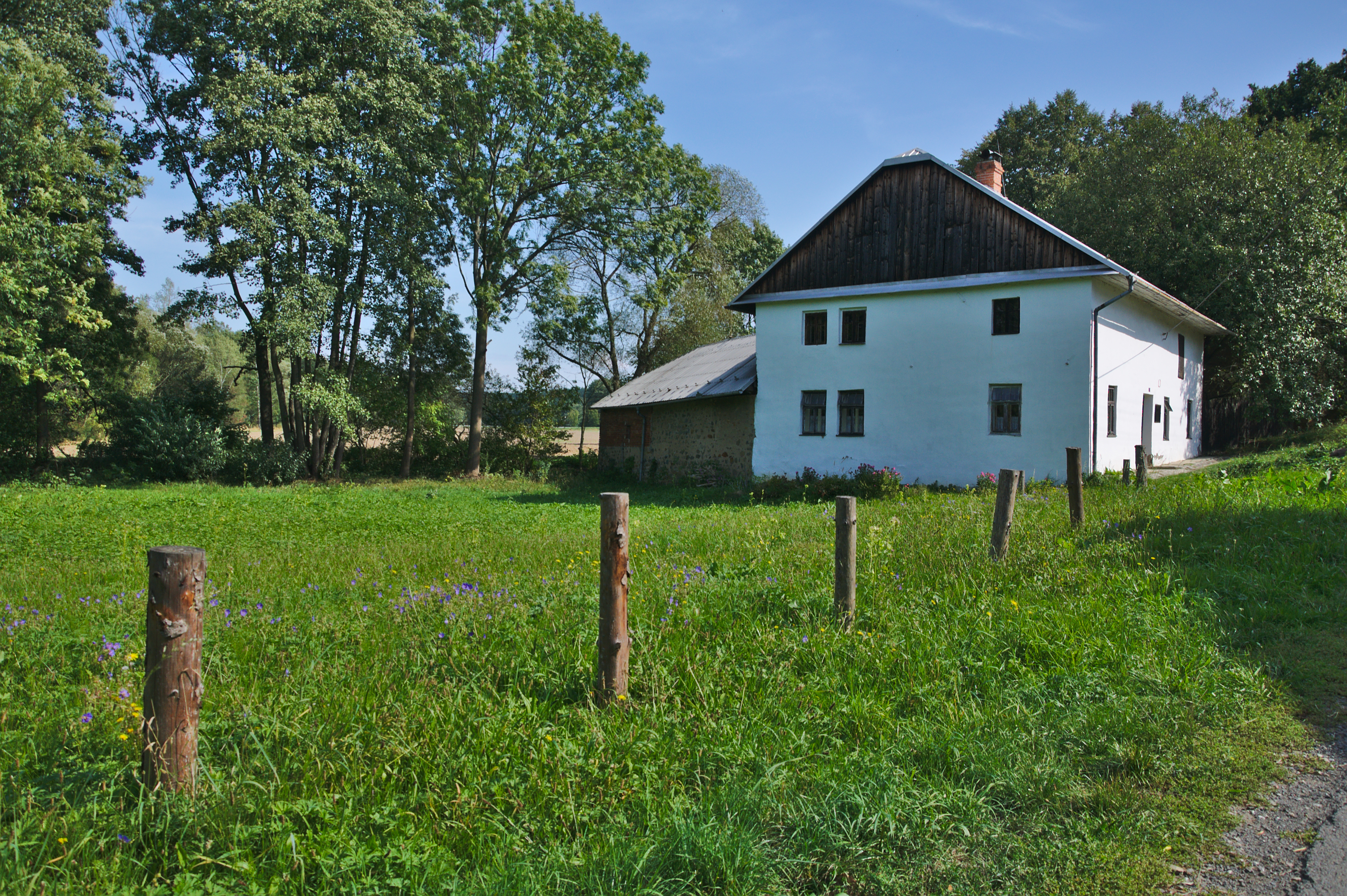
Budova v obci
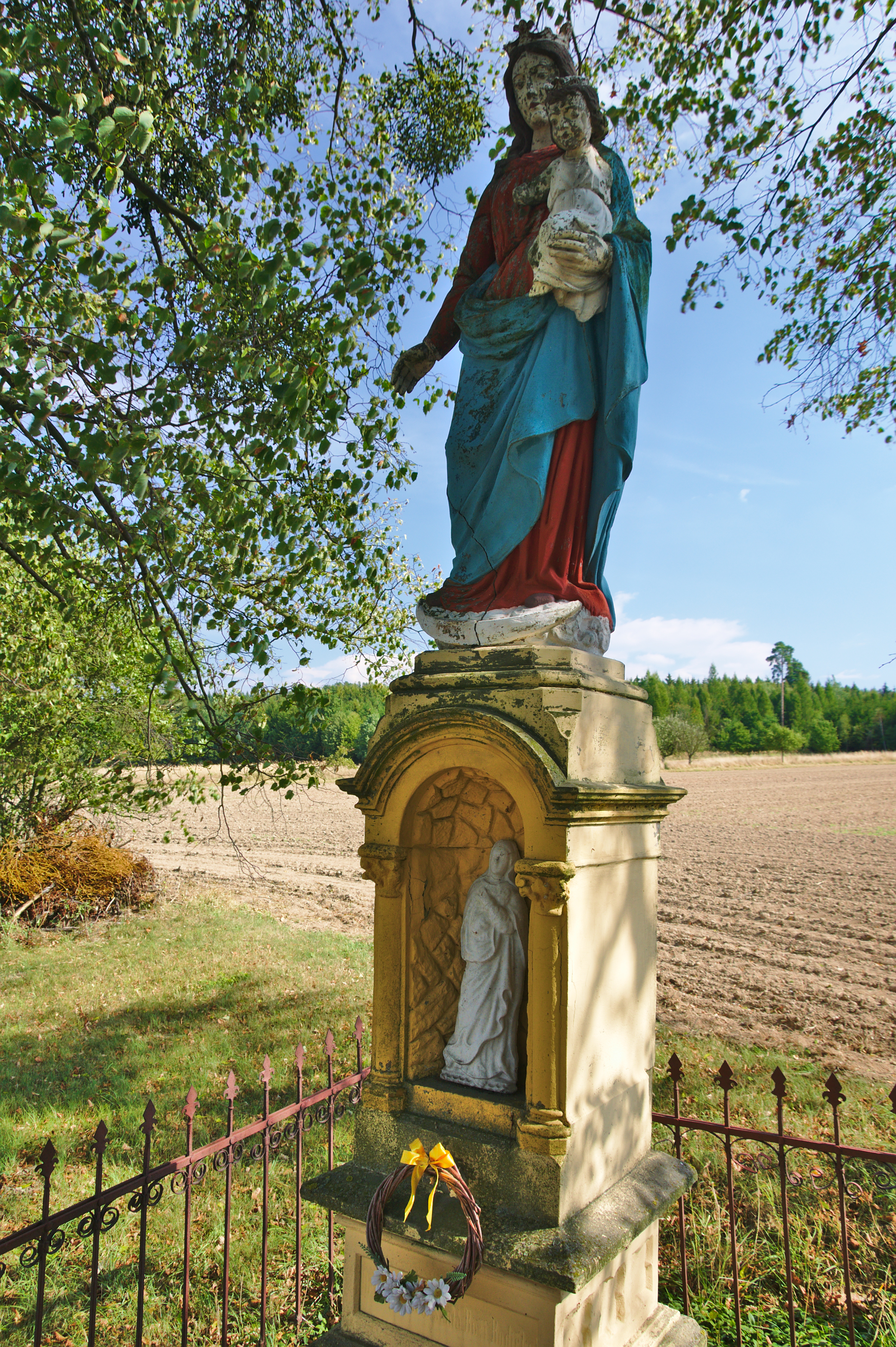
Socha Panny Marie s Ježíškem
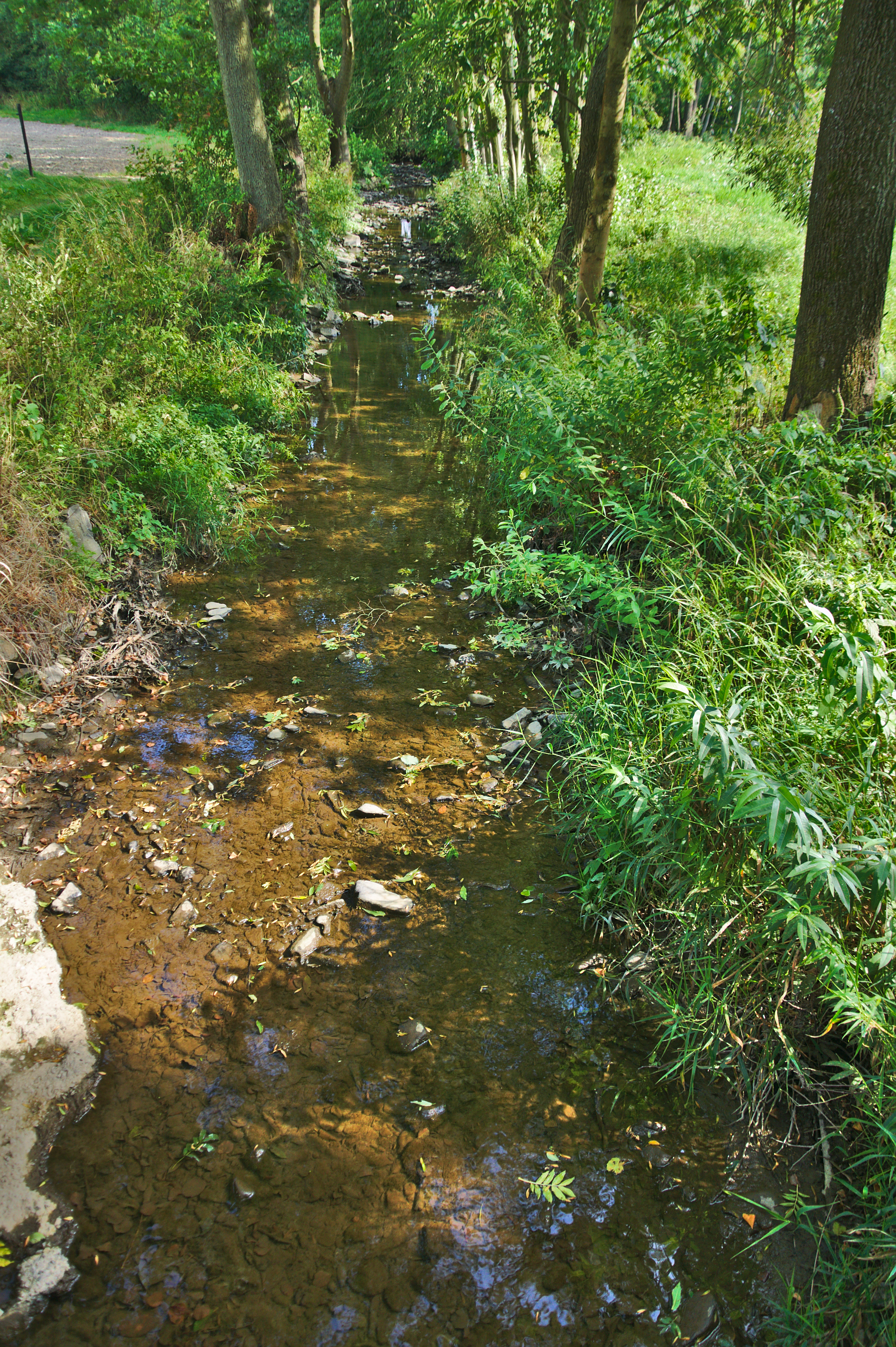
Potok Říka v obci